# 韩国教育史

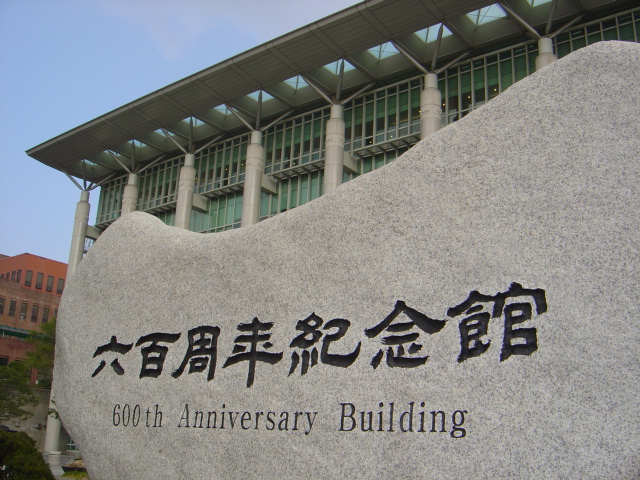
成均館大学600周年記念館

韩国教育史是韩国教育的历史。朝鲜半岛南北分裂后，双方共同分享分裂前的教育历史。

## 古朝鲜
朝鲜半岛在数十万年前的旧石器时代就已经有原始人类生活。公元前4000-6000年左右，朝鲜半岛进入新石器时代。:10-11:145随着生产力的不断提高和社会的发展，人们的劳动技能和社会经验不断积累、丰富。原始的教育在年长一辈把积累的生产劳动和社会生活经验传授给年轻一代的过程中自然产生。:145
古朝鲜的教育是为生产劳动服务的，教育手段简单并带有宗教色彩。在朝鲜半岛檀君建国的传说中，天帝的儿子桓雄以“弘益人间”的理念降临到人间，即使广大人类受益。“弘益人间”既是韩国的一个基本思想，也是当代韩国的教育理念。:145

## 三国时期
公元前37年至1世纪末， 高句丽、百济、新罗先后在朝鲜半岛建立起中央集权的国家。朝鲜半岛形成了三国鼎立的局面。三国都深受佛教和儒教的影响，并在各自的历史发展中创造出各自特有的教育制度。:145676年，新罗统一三国大同江以南地区，1世纪后期分裂成为“后三国”。:47-61
公元前4世纪左右，随着中国文字、儒家思想和教育制度的传入，学校教育开始在朝鲜半岛出现。据《三国史记》记载，小兽林王二年（372年），高句丽“立太学，教育子弟”。这是朝鲜半岛最早的学校教育。太学以贵族子弟为教育对象，传授中国的古典和儒学。高句丽在地方设有面向百姓的最早私学-扃堂，其教育内容主要是读书和射箭。:146:290:37
儒家经典在百济很普及。在近肖古王（346-374年）时期，百济还开始向日本输出儒家思想，有阿直岐和王仁前往日本，教授应神天皇太子莬道稚郎子等《论语》、《千字文》等儒家经典，对古代日本明日香文化的形成产生了重要影响。:37:290武宁王时期（501-522年），百济设立了五经博士官制（博士是教授学问的官职）。此外，百济还有设有留学生制度和承担中央教育行政职能的内法佐平行政机构。百济是否建有像高句丽太学和扃堂一样的教育机构，目前还无法考证。:146:290:37
新罗有着自己独特的以人格完美、为国奉献和尚武为目标的花郎教育，主要内容有武术、儒学经书和修身等。神文王二年（682年），统一新罗效仿唐建立起国立高等教育机构国学。国学以15-30岁的贵族子弟为招收对象，学制为9年，主要教授《论语》、《孝经》、《礼记》、《周易》、《左传》、《尚书》、《春秋》、《文选》和算学等。学生毕业后被授予十品或十一品的官职。新罗时代代表性的教育思想家有元晓、薛聪和崔致远等。:146:290-291

## 高丽王朝

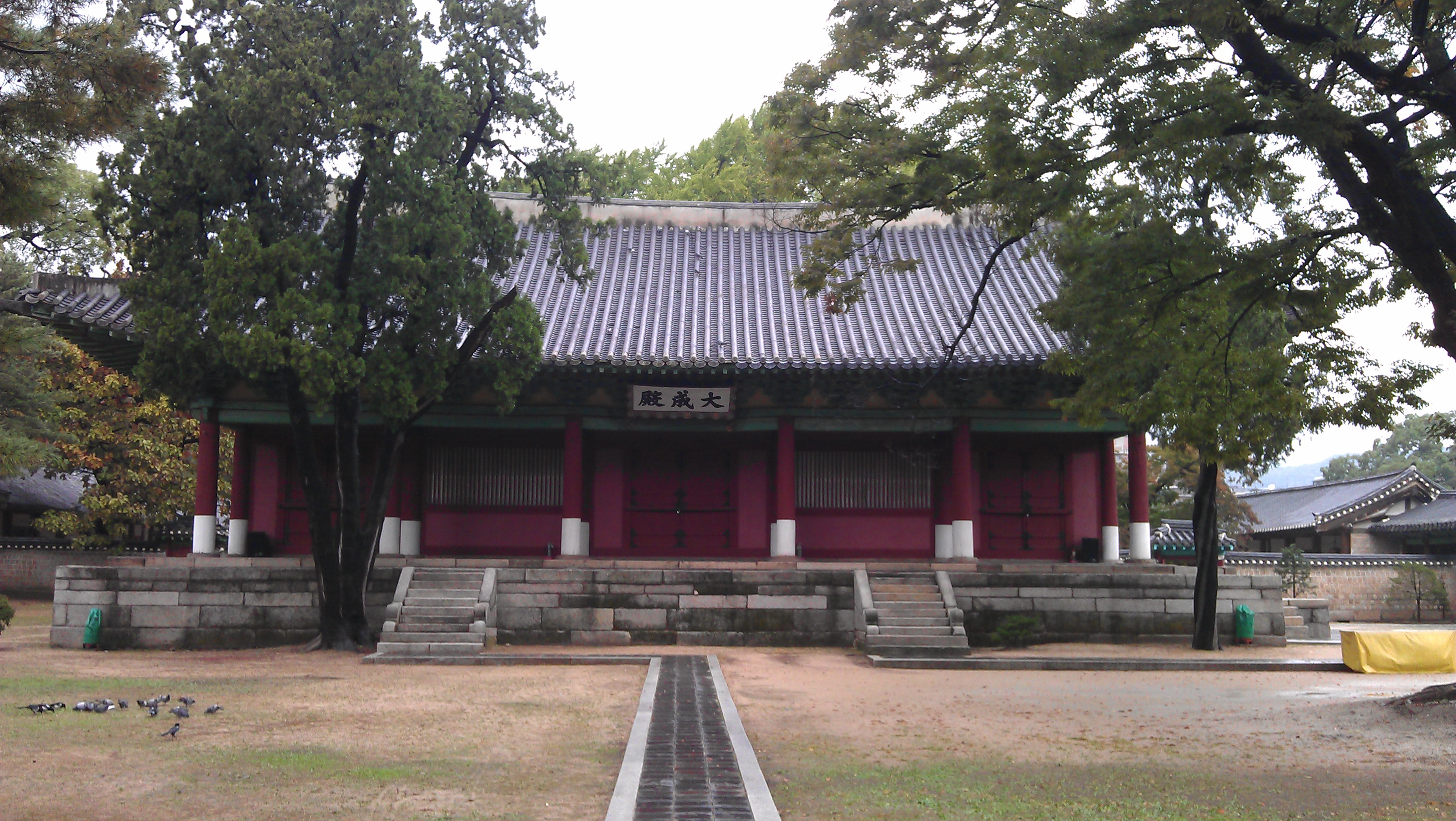
朝鲜成均馆

10世纪初期，高麗太祖王建统一了后三国，建立高丽王朝。建国初期，高丽延承了统一新罗的教育制度，后根据政治社会变化制定了较为系统的教育制度。高丽教育史可分为三个阶段。第一阶段（930-1105年），高丽官学设立，后衰退，私学兴起。第二阶段（1106-1303年），官学得到复兴，高丽教育进入全盛期。第三阶段（1304-1392年），高丽从元朝引入了程朱理学，促进了官学的复兴。:146
高丽官学由国子监、学堂和乡校构成:146:291。太祖十三年（930年），西京平壤和一些地区出现了乡校。成宗六年（987年），高丽开始向地方十二州派经学博士和义学博士，高丽中央开始管理地方教育。乡校作为高丽官学的地方教育机构也在这一时期在高丽得到普及。:108958年，高丽开始建立科举制度，把儒学经典列为考试科目:146:206。成宗十一年（992年），高丽将国学改称为国子监。文宗时期（1047-1083年），国子监除设有国子学、太学、四文学等儒家学部外，还增设了书学、算学、律学等技术学部，拥有完善的“京师六学”。睿宗四年（1109年），国子监增设了“七斋”。一到六斋为儒学斋，即学习《周易》的丽泽斋、学习《尚书》的待聘斋、学习《毛诗》的轻德斋、学习《周礼》的求仁斋、学习《戴礼》的服膺斋、学习《春秋》的养正斋。第七斋为武学斋（讲艺斋）。忠烈王时期国子监被改名为“成均馆”。:107学堂是高丽中期在开京设立的中等教育机构，主要向私学书堂的进修者传授经典、技术、宗教等:291。
高丽私学兴起于文宗时期（1047-1083年），由高丽重臣崔冲首创。文宗七年，崔冲辞去官职，后在松岳山下创建以九经三史为中心的九斋私学堂。其弟子在高丽科举考试表现不凡，颇具影响。文宗九年（1055年），开京先后又出现了11个由出身官僚文人设立的私学。这十二家私学被称为“十二功道”或“十二公徒”:108除了十二功道，高丽私学还有在高丽中期仁宗时出现的书堂。书堂是面对平民子女设立的初等教育机构，专注于教育大众化。朝鲜王朝时期书堂得到了巨大的发展。:291

## 朝鲜王朝

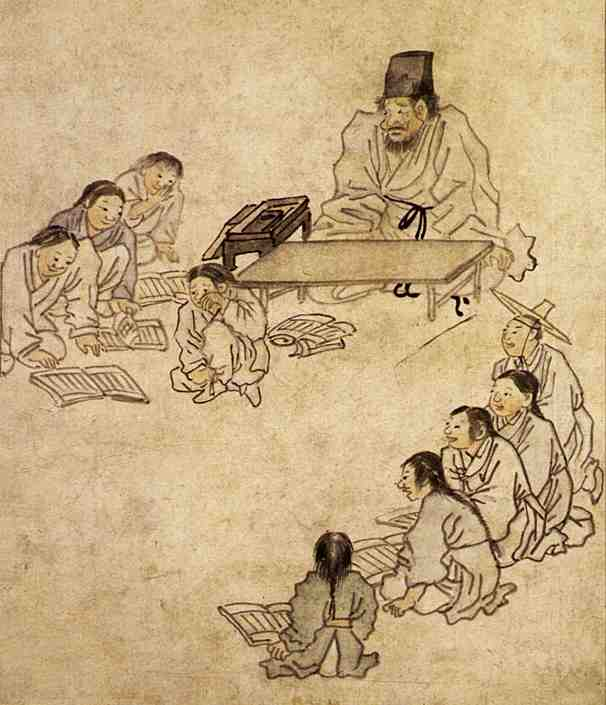
金弘道所画的18世纪朝鲜书堂

朝鲜王朝时期的教育制度由官学、私学和特殊教育机构组成。官学分为国立高等教育机构成均馆和地方教育机构乡校。:147:291在成均馆之下，设有京城东、西、南、中四学，即由高丽五部学堂发展而来的四部学堂:121:15。私学有私立中等教育机构书院和初等教育机构书堂。书堂主要招收8-16岁平民子弟，入退学自由，无身份差别，实行单独学习、按能力学习、专人教育，主要学习《千字文》、《小学》、《诗经》、《易经》、《史记》等。书堂既是私学也是官学的初等教育机构。:291:147:16书院始于1543年丰基郡守周世鹏建立的白云洞书院。之后，在李滉的努力下，白云书院得到了国家的认可与支持，在朝鲜各地迅速发展起来。书院以程朱理学和其它儒家经典为教学内容，“尊从名儒功臣，明伦扬道，讲学专研”。书院培养了不少朝鲜名儒，不过在朝鲜王朝后期，一度成为党争寄居地。:121-122:15-16特殊教育有宗学和经筵。宗学是世宗时期为贵族子弟设立的传授经典、巫术、道德等贵族应该遵守的法道。经筵是大臣给君主授课的制度，主要由弘文馆员负责。:291
15世纪以前，韩语只有语言没有文字，以汉字为书写工具。由于韩语与汉语是完全不同的语系，使用汉字记录韩语是一件很不容易的事，加之一般百姓不懂得汉文，非常不利于文化的交流与发展。为了解决韩民族书写文字的问题，1443年朝鲜王朝世宗大王组织一批学者创造了适合标记韩语语音的文字体系--韩字。这些文字当时被称作“训民正音”，意为“教老百姓以正确的字音”。《御制训民正音》序文写到“国之语音，异乎中国，与文字不相流通。故愚民有所欲言，而终不得伸其情者多矣。余为此悯然，新制二十八字，欲使人人易习，便于日用耳。”。虽然韩文在发明后的初期，受到两班贵族的抵制。但随着民族文字的推广，教育在庶民和妇女中得以展开。:19:129-130。

## 近代

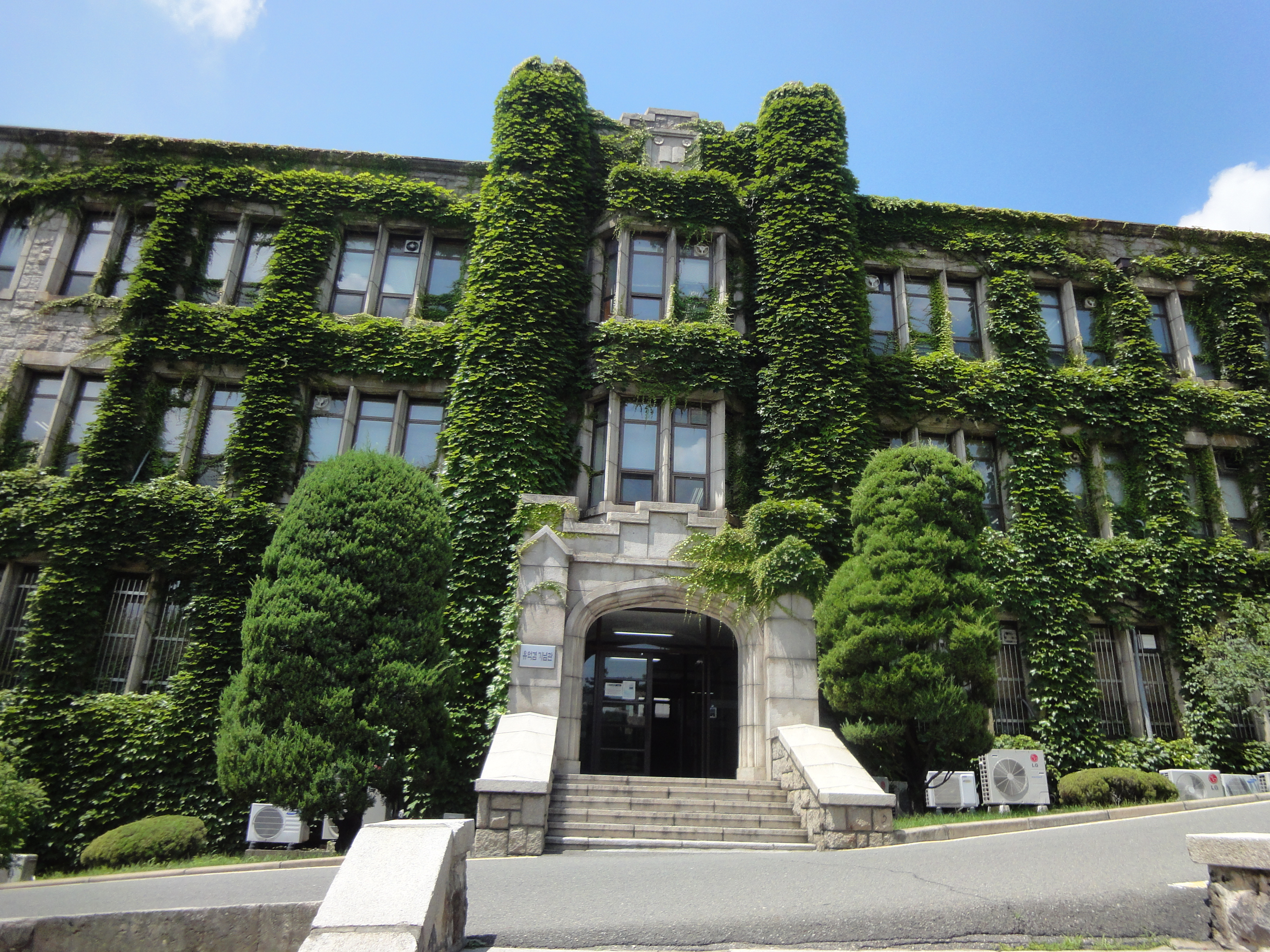
延世大学

开港后，西式教育开始传入朝鲜半岛。朝鲜进行了教育改革，开始尝试设立近代学校。1883年，朝鲜政府设立教授英文的同文学舍（又称通辩学校），用于培养外语翻译人才。1884年，报聘使闵泳翊从美国考察归国后，开始着手包括建立新式教育机构的改革。美国政府对此表示了支持并同意给予援助。同年9月，高宗下达建设朝鲜最早的官办新式学校育英公院。受“甲申政变”的影响，育英公院的筹备工作后被中断。1885年4月，美方再次提出援助事宜。1886年7月，三名美国教师抵达朝鲜。育英公院正式成立。育英公院几乎全盘模仿西式教育，以贵族子弟为招收对象，教授英语、自然科学、经济学等，起到连接旧式教育和新式教育的桥梁作用。:168:291:207
1894年甲午更张后，朝鲜废除了科举制度，开始尝试建立包括小学、中学、大学等在内的现代教育体系。1895年，高宗颁布教育立国诏书，设立了面向平民子弟的初等教师培养机构汉城师范学院，并发布了《小学校令》，开始设立六年制的国立和公立小学。1905年，朝鲜半岛已经建成了60多所小学。朝鲜最早的中学是1900年建成的汉城中学。:168:291
在朝鲜政府建设官办新式教育系统的同时，朝鲜民间也开展了自发的近代教育运动。1883年，德源府民众创建了新式元山学校。1895年，闵泳焕成立了兴化学校。之后，民办学校开始迅速发展。教会学校是民办学校的重要部分。在西方传教士的倡导和推动下，第一批现代学校延禧学堂（1885年）、培材学堂（1885年）、梨花学堂（1886年）等开始在朝鲜半岛出现。1880-1909年间，传教士在朝鲜建立的学校多达1000所左右，对这一时期朝鲜教育的发展起到重要作用。:207:1
朝鲜日占时期，朝鲜教育被日本帝国主义扭曲。1911年9月制定的《朝鲜教育令》对朝鲜私立学校和传统学校严格控制。朝鲜本土学校数量大量减少，取而代之的是为殖民体系培养人员的教育。1919年，朝鲜半岛私立学校从1911年的1973所下降到690所。第三次《朝鲜教育令》发布时，朝鲜语科目被从学校教育科目中删除，学校名称被统一改为日本名，民族教育被扼杀:292:207:147。

## 现代

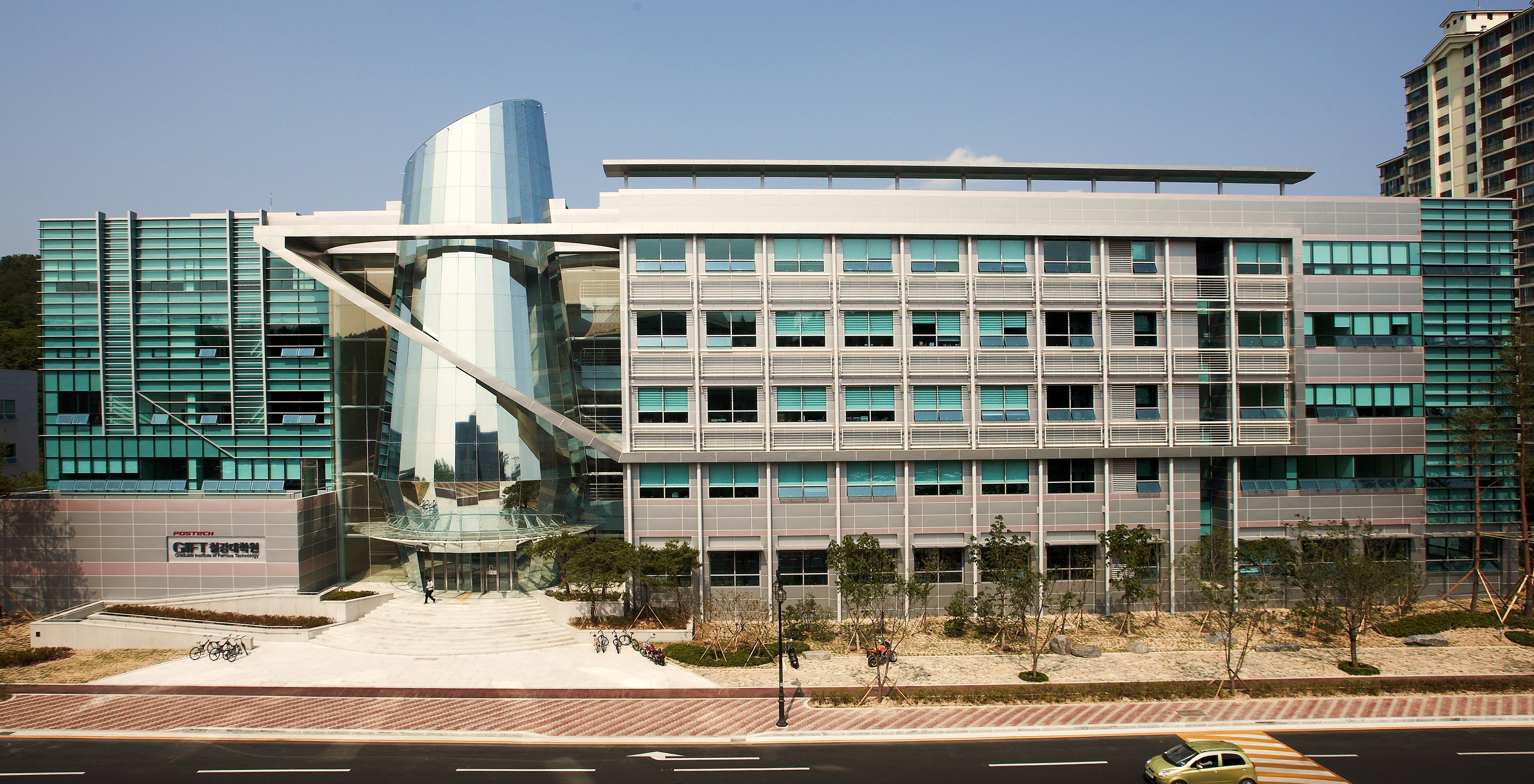
浦项工科大学

光复后，美国军政府按照教育民主化和教育机会均等的方针，建立起“自由和民主教育体制”，实行义务教育计划。1946年8月27日，韩国政府发布了《汉城大学设置令》，翻开韩国高等教育的新篇章。1948年新制定的韩国宪法明确规定“所有国民都有平等接受教育的权利，最少也要接受免费的初等教育”。:1691949年，韩国颁布《教育法》，构筑了韩国教育制度的框架，在弘益人间的理念下实施6-3-3-4的学制。教育地方自治的构象使得教育从政治和一般行政分离开来。初等教育义务制的规定为国民平等享受教育提供了法律保障。在朝鲜战争结束到1959年的6年间，韩国推行了《6年义务教育计划》，使义务教育得到普及，96%的适龄儿童接受了义务教育，基本扫除了文盲。与此同时，韩国政府还制定了《职业技术教育5年计划》，为振兴战后经济培养了大量实用技术人才。:1-2:292
20世纪60年代，随着韩国经济和社会的发展，韩国教育也进入了数量上的快速发展阶段，教育规模迅速扩大。1962-1971年间，韩国实施了两期《义务教育设施扩充5年计划》，用以消除教育基础设施不足的局面，同时修缮和改建老化的教室、校舍。1969年，初中免试入学和大学入学考试制度开始实施。:2:292:231968年3月，韩国公布了《长期教育综合计划（草案）》，教育发展开始被列入国家发展计划之中。“教育立国”成为国家发展战略。:165
20世纪70年代，韩国教育进入体制整顿的发展阶段。1972年，韩国启动了《长期综合教育发展规划（1972-1986）》。1972年8月，韩国成立了教育开发院，旨在加强教育科学研究和教育发展战略计划开发研究。为解决由于初中升学免试带来的高中升学考试竞争激烈的问题，韩国从1974年开始分阶段实施“高中招生推荐入学考试制度”，还强化了按照能力毕业和分专业招生等试点大学教育改革。为了培养韩国工业化所需的人才，韩国将2-3年制的高等教育机构改为专科大学，并成立了放送通信大学以满足国民的教育需求。:2:171-172:23-241960-1979年间，韩国的小学生数量增长了约千倍，初、高中生增长了约40倍，大学（包括专科）学生增加了50多倍:166。
进入20世纪80年代，提高教育质量成为韩国教育的焦点。终身教育被纳入宪法条文中，并成为韩国四大国政目标之一。1980年7月30日，为解决课外辅导过热和应试教育，韩国政府公布了《教育正常化及消除过热课外补习的方案》，使学校教育从以升学考试为中心的教育中解脱出来，走上正常发展道路。改革后，韩国教育发展迅速。截至1985年，韩国小学升学率已达97%，初中升学率为90%，50%的高中毕业生可以升入大学。:2:292:172
从20世纪90年代，韩国教育开始注重培养全面发展的复合型创造性人才，实行教育民主化，地方教育自治也被重新提上日程。1992年颁布的第六次教育课程改革，在教育内容和方法上都侧重于应对21世纪的挑战。:2-3:2931999年，金大中政府在重振遭受亚洲金融危机冲击的韩国经济过程中，提出“第二次教育立国”，并制定了《教育基本法》、《初等、中等教育法》、《高等教育法》和《终身教育法》等，使人一生的教育均有法可依:176。与此同时，韩国实施了高等教育改革的“BK21工程”。“BK21工程”旨在建设一批世界一流水平的大学和研究院，培养21世纪知识经济所需要的新型高级人才和国家栋梁。:166-1672006年，韩国又启动了“世界一流大学计划”（the World Class University program）。